# Улан-Нур
Улан-Нур (бур. Улаан Нуур — «красное озеро») — заимка в Ольхонском районе Иркутской области. Входит в Еланцынское муниципальное образование. 

## География
Находится в 28 км к северо-востоку от районного центра, села Еланцы, в степной местности в 3 км западнее берега Байкала у мыса Орсо. 

## Население
| 2002 | 2010 | 2011 | 2012 |
| ---- | ---- | ---- | ---- |
| 5    | ↗6   | →6   | ↗7   |

По данным Всероссийской переписи, в 2010 году на заимке проживало 6 человек (3 мужчины и 3 женщины).